# باشگاه فوتبال استقلال تهران در فصل ۹۴–۱۳۹۳
باشگاه فوتبال استقلال تهران در فصل ۹۴–۱۳۹۳ شصت‌ و نهمین سال فعالیت باشگاه فوتبال استقلال تهران در مسابقات فوتبال ایران و چهاردهمین حضور متوالی این تیم در لیگ برتر فوتبال ایران بود. مسابقات لیگ برتر از ۹ مرداد ۱۳۹۳ آغاز شد.
همچنین بیست‌ و هشتمین دورهٔ جام حذفی فوتبال ایران در این فصل برگزار شد و استقلال بیست‌ و ششمین حضور خود را در این مسابقات پشت سر گذاشت.
استقلال در فصل ۹۴–۱۳۹۳ در رقابت‌های لیگ قهرمانان آسیا حضور نداشت.

## بازیکنان

### فهرست بازیکنان
|  | مصدوم |  | فسخ قرارداد - بازنشسته |

| شماره       | نام               | ملیت        | پست(ها)                  | آغاز قرارداد | تاریخ تولد (سن)          | باشگاه پیشین      |             |             |
| دروازه‌بانان | دروازه‌بانان       | دروازه‌بانان | دروازه‌بانان              | دروازه‌بانان  | دروازه‌بانان              | دروازه‌بانان       | دروازه‌بانان | دروازه‌بانان |
| ----------- | ----------------- | ----------- | ------------------------ | ------------ | ------------------------ | ----------------- | ----------- | ----------- |
| ۱           | محسن فروزان       | ایران       | دروازه‌بان                | ۲۰۱۴         | ۳ مه ۱۹۸۸ (۲۶ سال)       | تراکتورسازی تبریز |             |             |
| ۳۰          | وحید طالب‌لو       | ایران       | دروازه‌بان                | ۲۰۱۴         | ۱۹ ژوئیه ۱۹۹۲ (۲۲ سال)   | راه‌آهن            |             |             |
| ۲۱          | فرزین گروسیان     | ایران       | دروازه‌بان                |              |                          |                   |             |             |
| ۱۲          | امیر حسین صفری    | ایران       | دروازه‌بان                |              | 1 مارچ 2000              | پارس جنوبی        |             |             |
| مدافعین     |                   |             |                          |              |                          |                   |             |             |
| ۴           | امیرحسین صادقی    | ایران       | مدافع وسط                | ۲۰۱۲         | ۶ سپتامبر ۱۹۸۱ (۳۲ سال)  | تراکتورسازی تبریز |             |             |
| ۵           | حنیف عمران‌زاده    | ایران       | مدافع وسط، سوییپر        | ۲۰۰۹         | ۳۰ آوریل ۱۹۸۵ (۲۹ سال)   | پاس همدان         |             |             |
| ۱۵          | هرایر مکویان      | ارمنستان    | مدافع وسط                | ۲۰۱۴         | ۲ سپتامبر ۱۹۸۶ (۲۷ سال)  | شیراک             |             |             |
| ۱۶          | هاشم بیک‌زاده      | ایران       | هافبک چپ، دفاع چپ        | ۲۰۱۲         | ۲۲ ژانویه ۱۹۸۴ (۳۰ سال)  | سپاهان اصفهان     |             |             |
| ۲۰          | مجید حسینی        | ایران       | مدافع وسط                | ۲۰۱۴         | ۲۰ ژوئن ۱۹۹۶ (۱۸ سال)    | سایپای البرز      |             |             |
| ۳۴          | میلاد فخرالدینی   | ایران       | دفاع راست، بال راست      | ۲۰۱۴         | ۲۶ مه ۱۹۹۰ (۲۴ سال)      | تراکتورسازی تبریز |             |             |
| هافبک‌ها     |                   |             |                          |              |                          |                   |             |             |
| ۲           | خسرو حیدری        | ایران       | هافبک راست، وینگر        | ۲۰۱۱         | ۱۴ سپتامبر ۱۹۸۳ (۳۰ سال) | سپاهان اصفهان     |             |             |
| ۳           | محمدرضا خرسندنیا  | ایران       | هافبک وسط، هافبک تدافعی  | ۲۰۱۴         | ۵ فوریه ۱۹۸۸ (۲۶ سال)    | پدیده مشهد        |             |             |
| ۶           | امید ابراهیمی     | ایران       | هافبک تدافعی، هافبک وسط  | ۲۰۱۴         | ۱۶ سپتامبر ۱۹۸۷ (۲۶ سال) | سپاهان اصفهان     |             |             |
| ۱۳          | کرار جاسم         | عراق        | هافبک تهاجمی، مهاجم کاذب | ۲۰۱۴         | ۱۱ ژوئن ۱۹۸۷ (۲۷ سال)    | الطلبه            |             |             |
| ۱۷          | یعقوب کریمی       | ایران       | هافبک چپ، هافبک راست     | ۲۰۱۴         | ۳۱ اوت ۱۹۹۱ (۲۲ سال)     | سپاهان اصفهان     |             |             |
| ۱۹          | علیرضا رمضانی     | ایران       | هافبک تهاجمی، مهاجم کاذب | ۲۰۱۴         | ۳ ژوئن ۱۹۹۳ (۲۱ سال)     | نفت و گاز گچساران |             |             |
| ۲۳          | مهدی کریمیان      | ایران       | هافبک وسط، هافبک تهاجمی  | ۲۰۱۴         | ۲۸ اوت ۱۹۸۰ (۳۳ سال)     | تراکتورسازی تبریز |             |             |
| ۳۲          | امیرحسین طاحونی   | ایران       | هافبک تهاجمی، مهاجم کاذب | ۲۰۱۴         | ۲۲ نوامبر ۱۹۹۲ (۲۱ سال)  | داماش ایرانیان    |             |             |
| ۹۹          | میلاد نوری        | ایران       | هافبک وسط، هافبک تهاجمی  | ۲۰۱۴         | ۳ مه ۱۹۸۶ (۲۸ سال)       | صبای قم           |             |             |
| مهاجمین     |                   |             |                          |              |                          |                   |             |             |
| ۹           | آرش برهانی        | ایران       | مهاجم نوک                | ۲۰۰۷         | ۱۴ سپتامبر ۱۹۸۳ (۳۰ سال) | پاس تهران         |             |             |
| ۱۰          | سجاد شهباززاده    | ایران       | مهاجم نوک، مهاجم وسط     | ۲۰۱۴         | ۲۳ ژانویه ۱۹۹۰ (۲۴ سال)  | سایپای البرز      |             |             |
| ۲۹          | میلاد سلیمان فلاح | ایران       | مهاجم وسط، مهاجم کاذب    | ۲۰۱۴         | ۱۵ سپتامبر ۱۹۸۶ (۲۸ سال) | نفت مسجدسلیمان    |             |             |
| ۸۰          | غلام‌رضا عنایتی    | ایران       | مهاجم نوک                | ۲۰۱۴         | ۲۳ سپتامبر ۱۹۷۶ (۳۸ سال) | پدیده خراسان      |             |             |

### نقل و انتقالات

#### پیوستگان
| پُست       | نام               | سن | باشگاه پیشین   | لیگ               | مبلغ قرارداد        | فصل خرید |
| --------- | ----------------- | -- | -------------- | ----------------- | ------------------- | -------- |
| هافبک     | امید ابراهیمی     | ۲۶ | سپاهان         | جام خلیج فارس     | ۱٬۰۰۰٬۰۰۰٬۰۰۰ تومان | تابستانی |
| مدافع     | میلاد فخرالدینی   | ۲۴ | تراکتور سازی   | جام خلیج فارس     | ۷۰۰٬۰۰۰٬۰۰۰ تومان   | تابستانی |
| مهاجم     | سجاد شهباززاده    | ۲۴ | سایپا          | جام خلیج فارس     | ۶۰۰٬۰۰۰٬۰۰۰ تومان   | تابستانی |
| هافبک     | مهدی کریمیان      | ۳۳ | تراکتور سازی   | جام خلیج فارس     | ۷۰۰٬۰۰۰٬۰۰۰ تومان   | تابستانی |
| دروازه‌بان | محسن فروزان       | ۲۶ | گسترش فولاد    | جام خلیج فارس     | ۶۰۰٬۰۰۰٬۰۰۰ تومان   | تابستانی |
| مدافع     | هرایر مکویان      | ۲۷ | شیراک          | لیگ برتر ارمنستان | ۶۵۰٬۰۰۰٬۰۰۰ تومان   | تابستانی |
| هافبک     | کرار جاسم         | ۲۷ | طلبه           | لیگ برتر عراق     | ۱٬۰۰۰٬۰۰۰٬۰۰۰ تومان | تابستانی |
| دروازه‌بان | امیرحسین صفری     | 17 | پارس جنوبی     | جام آزادگان       | ۷۲۰٬۰۰۰٬۰۰۰ تومان   | تابستانی |
| هافبک     | محمدرضا خرسندنیا  | ۲۶ | پدیده شاندیز   | جام خلیج فارس     | ۲۵۰٬۰۰۰٬۰۰۰ تومان   | تابستانی |
| دروازه‌بان | فرزین گروسیان     | ۲۲ | مس سونگون      | جام آزادگان       | اعلام‌نشده           | تابستانی |
| هافبک     | یعقوب کریمی       | ۲۲ | سپاهان (قرضی)  | جام خلیج فارس     | ۶۰۰٬۰۰۰٬۰۰۰ تومان   | تابستانی |
| مدافع     | مجید حسینی        | ۱۸ | سایپا          | جام خلیج فارس     | اعلام نشده          | زمستانی  |
| مهاجم     | میلاد سلیمان فلاح | ۲۸ | نفت مسجدسلیمان | جام خلیج فارس     | آزاد                | زمستانی  |
| دروازه‌بان | وحید طالب‌لو       | ۳۲ | راه‌آهن         | جام خلیج فارس     | اعلام نشده          | زمستانی  |
| هافبک     | میلاد نوری        | ۲۸ | پیکان          | جام خلیج فارس     | اعلام نشده          | زمستانی  |
| مهاجم     | غلام‌رضا عنایتی    | ۳۸ | پدیده          | جام خلیج فارس     | اعلام نشده          | زمستانی  |

#### گسستگان
| پُست       | نام                    | سن | باشگاه پسین                                                 | لیگ                                                         | قیمت                                                        | فصل فروش                                                    |
| --------- | ---------------------- | -- | ----------------------------------------------------------- | ----------------------------------------------------------- | ----------------------------------------------------------- | ----------------------------------------------------------- |
| مهاجم     | بوبکر کبه              | ۲۶ | الهلال سودان                                                | لیگ برتر فوتبال سودان                                       | آزاد                                                        | تابستانی                                                    |
| مهاجم     | محمدمهدی نظری          | ۲۴ | گسترش فولاد                                                 | جام خلیج فارس                                               | آزاد                                                        | تابستانی                                                    |
| دروازه‌بان | حسین حسینی             | ۲۲ | ملوان                                                       | جام خلیج فارس                                               | آزاد                                                        | تابستانی                                                    |
| مهاجم     | مهرداد اولادی          | ۲۹ | ملوان                                                       | جام خلیج فارس                                               | آزاد                                                        | تابستانی                                                    |
| مهاجم     | سیاوش اکبرپور          | ۳۱ | پیکان                                                       | جام خلیج فارس                                               | آزاد                                                        | تابستانی                                                    |
| هافبک     | مجید غلام‌نژاد          | ۳۱ |                                                             |                                                             | آزاد                                                        | تابستانی                                                    |
| مهاجم     | آنتونیو کاروالیو       | ۲۸ |                                                             |                                                             | آزاد                                                        | تابستانی                                                    |
| هافبک     | علی‌رضا نیکبخت واحدی    | ۳۴ |                                                             |                                                             | آزاد                                                        | تابستانی                                                    |
| هافبک     | جی‌لوید ساموئل          | ۳۳ | پیکان                                                       | جام خلیج فارس                                               | آزاد                                                        | تابستانی                                                    |
| دروازه‌بان | مهدی رحمتی             | ۳۱ | پیکان                                                       | جام خلیج فارس                                               | آزاد                                                        | تابستانی                                                    |
| هافبک     | مهدی کریمیان           | ۳۴ | در جریان جنجال کارت معافیت بازیکنان فوتبال از لیست خارج شد. | در جریان جنجال کارت معافیت بازیکنان فوتبال از لیست خارج شد. | در جریان جنجال کارت معافیت بازیکنان فوتبال از لیست خارج شد. | در جریان جنجال کارت معافیت بازیکنان فوتبال از لیست خارج شد. |
| هافبک     | پژمان نوری             | ۳۴ | ملوان بندر انزلی                                            | جام خلیج فارس                                               | ۴۰۰٬۰۰۰٬۰۰۰ تومان                                           | زمستانی                                                     |
| دروازه‌بان | آلبرتو رافائل دا سیلوا | ۳۰ |                                                             |                                                             | آزاد                                                        | زمستانی                                                     |

#### تمدید
| پُست   | نام               | سن | مدت تمدید | تاریخ پایان | مبلغ قرارداد        | منبع         |
| ----- | ----------------- | -- | --------- | ----------- | ------------------- | ------------ |
| مدافع | حنیف عمران‌زاده    | ۲۹ | ۲ سال     | ۱۳۹۵        | ۸۰۰٬۰۰۰٬۰۰۰ تومان   | [ ۲ ] [ ۲۶ ] |
| مدافع | پژمان نوری        | ۳۴ | ۱ سال     | ۱۳۹۴        | ۷۵۰٬۰۰۰٬۰۰۰ تومان   | [ ۲ ] [ ۲۷ ] |
| مهاجم | آرش برهانی        | ۳۰ | ۲ سال     | ۱۳۹۵        | ۷۵۰٬۰۰۰٬۰۰۰ تومان   | [ ۲ ] [ ۲۸ ] |
| مهاجم | محمد قاضی         | ۲۹ | ۲ سال     | ۱۳۹۵        | ۹۰۰٬۰۰۰٬۰۰۰ تومان   | [ ۲ ] [ ۲۹ ] |
| مدافع | هاشم بیک‌زاده      | ۳۰ | ۲ سال     | ۱۳۹۵        | ۱٬۰۰۰٬۰۰۰٬۰۰۰ تومان | [ ۲ ] [ ۳۰ ] |
| هافبک | خسرو حیدری        | ۳۰ | ۲ سال     | ۱۳۹۵        | ۱٬۰۰۰٬۰۰۰٬۰۰۰ تومان | [ ۲ ] [ ۳۱ ] |
| هافبک | آندرانیک تیموریان | ۳۰ | ۲ سال     | ۱۳۹۵        | ۱٬۰۰۰٬۰۰۰٬۰۰۰ تومان | [ ۲ ] [ ۳۲ ] |
| مدافع | امیرحسین صادقی    | ۳۲ | ۲ سال     | ۱۳۹۵        | ۱٬۰۰۰٬۰۰۰٬۰۰۰ تومان | [ ۲ ] [ ۳۳ ] |

## پیش‌فصل و دوستانه
| ۲۰ تیر ۱۳۹۳ دوستانه ۱ | بورسا اسپور            | ۲ – ۰ | استقلال | استانبول، ترکیه          |
|                       | ؟ ۸۲' (پنالتی) · ؟ ۸۶' |       |         | ورزشگاه: Green Park Camp |

| ۲۴ تیر ۱۳۹۳ دوستانه ۲ | استقلال                  | ۲ – ۳ | اتحاد (USM)                    | استانبول، ترکیه          |
| ۲۲:۳۰                 | برهانی ۱۰'، ۴۵' (پنالتی) |       | ؟ ۲۱' (پنالتی) · ؟ ۳۳' · ؟ ۸۲' | ورزشگاه: Green Park Camp |

| ۲۹ مرداد ۱۳۹۳ دوستانه ۳ | استقلال تهران  | ۱ – ۱     | خونه به خونه بابل | تهران                   |
|                         | پژمان نوری ۱۲' | ایسنا مهر | ۵'                | ورزشگاه: کمپ ناصر حجازی |

| ۲۰ مهر ۱۳۹۳ دوستانه ۴ | شیراک ارمنستان        | ۳ – ۲ | استقلال تهران                 | ارمنستان |
|                       | ؟ ۳۰' · ؟ ۶۷' · ؟ ۷۷' |       | قاضی ۸۷' (پنالتی) · کریمی ۹۰' |          |

| ۲۵ آبان ۱۳۹۳ دوستانه ۵ | استقلال تهران       | ۱ – ۱ | سایپا تهران | تهران                   |
|                        | میلاد فخرالدینی ۵۷' |       | ایوبی ۸۰'   | ورزشگاه: کمپ ناصر حجازی |

| ۱۶ دی ۱۳۹۳ دوستانه ۶ | استقلال تهران | ۱ – ۱ | پدیده مشهد   | کیش                 |
|                      | عنایتی ؟'     |       | یووانوویچ ؟' | ورزشگاه: المپیک کیش |

| ۲۳ دی ۱۳۹۳ دوستانه ۷ | استقلال تهران     | ۱ – ۱ | مس کرمان | کیش                 |
| ۱۸:۰۰                | جاسم ۳۰' (پنالتی) |       | ؟ ۱+۹۰'  | ورزشگاه: المپیک کیش |

| ۲۶ دی ۱۳۹۳ دوستانه ۸                                          | نفت آبادان                                                        | ۰ – ۱ | استقلال تهران | آبادان                               |
| ۱۴:۴۰                                                         | سجاد شهباززاده ۴۲' · کرار · فخرالدینی · عمران‌زاده · هلمکه · کریمی |       | رضا هاشمی     | ورزشگاه: تختی آبادان داور: جواد شرفی |
| یادداشت: این بازی به احترام زنده یاد غلامحسن مظلومی برگزار شد |                                                                   |       |               |                                      |

| ۲ بهمن ۱۳۹۳ دوستانه ۹ | استقلال تهران | ۱ – ۱ | راه‌آهن تهران | تهران                   |
|                       | فخرالدینی ۸۰' |       | محمدرضایی ۵' | ورزشگاه: کمپ ناصر حجازی |

| ۲۷ بهمن ۱۳۹۳ دوستانه ۱۰ | استقلال تهران               | ۲ – ۲ | پارسه تهران   | تهران                   |
|                         | کریمی ۳۵' · سلیمان فلاح ۶۱' |       | ؟ ۶۰' · ؟ ۸۹' | ورزشگاه: کمپ ناصر حجازی |

| ۷ اسفند ۱۳۹۳ دوستانه ۱۱ | آلومینیوم اراک                                   | ۳ – ۳ | استقلال تهران                                               | اراک                     |
| ۱۵:۰۰                   | حامد نصیری ۱۰' · ؟ ۸۵' (پنالتی) · ؟ ۸۸' (پنالتی) | گزارش | کریمی ۲۱' · فخرالدینی ۵۵' · سلیمان فلاح ۶۱' · عمران‌زاده '۸۷ | ورزشگاه: امام خمینی اراک |

| ۲۵ اسفند ۱۳۹۳ دوستانه ۱۲ | استقلال تهران  | ۲ – ۱ | آلومینیوم هرمزگان | تهران                   |
| ۱۵:۰۰ | کریمی ۳۰'، ۳۲' | گزارش | آل کثیر ۱+۴۵'     | ورزشگاه: کمپ ناصر حجازی |
| یادداشت: از نکات قابل توجه مسابقه دوستانه امروز حضور محسن فروزان با شماره 2 در خط دفاع استقلال بود. این بازیکن هم در حالی که گروسیان به جای طالب‌لو به زمین آمد در همان دقیقه به سمت راست خط دفاع استقلال رفت و این در حالی بود که حنیف عمران‌زاده از روی نیمکت بازی را تماشا می‌کرد. |                |       |                   |                         |

| ۲۸ اسفند ۱۳۹۳ دوستانه ۱۳ | استقلال تهران | ۱ – ۴ | صبای قم                                                 | تهران                   |
| | کریمی ۷۸'     |       | علی‌محمدی ۱۰' · کلانتری ۴۴'، ۴۵' · فروزان ۵۵' (گل‌به‌خودی) | ورزشگاه: کمپ ناصر حجازی |
| یادداشت: در دقیقه ۵۵ بازی پاس به عقب مدافع استقلال به محسن فروزان رسید که این بازیکن قصد داشت توپ را دور کند اما ضربه او به سر مدافع تیمش برخورد کرد و درون دروازه استقلال جای گرفت |               |       |                                                         |                         |

| ۷ فروردین ۱۳۹۴ دوستانه ۱۴ | استقلال تهران | ۱ – ۱ | سایپا تهران | تهران                   |
|                           | نوری ۴۰'      | گزارش | زاهدی ۴۵'   | ورزشگاه: کمپ ناصر حجازی |

### جام شهدا ۱۳۹۳
| ۳۰ تیر ۱۳۹۳ نیمه‌نهایی                | استقلال تهران       | ۲ – ۱ | ملوان بندر انزلی | تهران، ایران                                           |
| ۲۲:۱۵ ساعت رسمی ایران (یوتی‌سی ۴:۳۰+) | برهانی ۶۸' (پ)، ۷۷' | گزارش | رافخایی ۱۸'      | ورزشگاه: تختی تهران تماشاگران: ۲٬۰۰۰ داور: مهدی سیدعلی |

| ۲ مرداد ۱۳۹۳ فینال                   | استقلال تهران   | ۱ – ۲ | تراکتورسازی تبریز                                  | تهران، ایران                             |
| ۲۲:۱۵ ساعت رسمی ایران (یوتی‌سی ۴:۳۰+) | قاضی ۱۵' · کرار | گزارش | احمدزاده ۴۵' · دلیر ۵۵' · لک · آقایی · ایرانپوریان | ورزشگاه: تختی تهران داور: موعود بنیادی‌فر |

## بازی‌ها

### لیگ برتر

#### دیدارها
برد
      مساوی
      باخت
      به تعویق افتاده
| ۹ مرداد ۱۳۹۳ ۱                  | راه‌آهن تهران                           | ۱ – ۲ | استقلال تهران                                     | تهران                                                |
| ۱۹:۴۰ ساعت ایران (یوتی‌سی ۴:۳۰+) | رضاییان ۳' · ایران‌نژاد '۳۷ · کریمی '۵۲ | گزارش | کرار ۵۶' · قاضی ۷۴' · خرسندنیا '۸۳ · ابراهیمی '۹۰ | ورزشگاه: تختی تهران تماشاگران: ۸٬۰۰۰ داور: حسین زرگر |

| ۱۷ مرداد ۱۳۹۳ ۲                 | استقلال تهران                                 | ۱ – ۰ | استقلال خوزستان        | تهران                                                    |
| ۱۹:۳۰ ساعت ایران (یوتی‌سی ۴:۳۰+) | برهانی '۳۷ · شهباززاده ۲+۹۰' · تیموریان '۴+۹۰ | گزارش | کولیبالی '۳۴ خنیفر '۳۵ | ورزشگاه: آزادی تهران تماشاگران: ۱۲٬۰۰۰ داور: مهدی سیدعلی |

| ۲۳ مرداد ۱۳۹۳ ۳                 | سپاهان اصفهان                                                                                   | ۳ – ۱ | استقلال تهران               | اصفهان                                                 |
| ۱۹:۱۵ ساعت ایران (یوتی‌سی ۴:۳۰+) | حاج‌صفی ۲۷' (پنالتی) · شریفی ۳۳' · عقیلی '۴۴ · پریرا '۴۵، ۶۴' · خلعتبری '۶۹ · خلیل‌زاده '۶۶ '۱+۹۰ | گزارش | فخرالدینی ۱۷' · حیدری '۵+۹۰ | ورزشگاه: فولادشهر تماشاگران: ۱۲٬۰۰۰ داور: علی‌رضا فغانی |

| ۲۸ مرداد ۱۳۹۳ ۴                 | استقلال تهران                                                 | ۳ – ۲ | سایپای کرج                                    | تهران                                                       |
| ۱۹:۱۵ ساعت ایران (یوتی‌سی ۴:۳۰+) | کرار ۳۳' · ابراهیمی ۶۳'، ۱+۹۰' · فخرالدینی '۷۰ · رمضانی '۳+۹۰ | گزارش | شکوری ۶'، '۸۷ · شیری ۴۹' (پنالتی) · نصاری '۸۰ | ورزشگاه: آزادی تهران تماشاگران: ۹٬۰۰۰ داور: یدالله جهانبازی |

| ۲ شهریور ۱۳۹۳ ۵                 | پیکان تهران            | ۰ – ۳ | استقلال تهران                                                                    | تهران                                                  |
| ۱۹:۱۰ ساعت ایران (یوتی‌سی ۴:۳۰+) | نصرتی '۶۵ دیوسالار '۷۹ | گزارش | حیدری ۲۹' · بیک‌زاده '۴۱ · کریمیان ۵۳' · شهباززاده ۶۱' · فخرالدینی '۶۲ · کرار '۸۰ | ورزشگاه: تختی تهران تماشاگران: ۱۰٬۰۰۰ داور: احمد صالحی |

| ۷ شهریور ۱۳۹۳ ۶                 | استقلال تهران                                                                                 | ۳ – ۰ | گسترش فولاد تبریز    | تهران                                                        |
| ۱۹:۰۰ ساعت ایران (یوتی‌سی ۴:۳۰+) | برهانی '۲۷، ۳۹' · ابراهیمی ۳+۴۵' (پنالتی) · تیموریان '۵۸ · کرار '۷۵ · ابراهیمی '۷۹ · قاضی ۸۹' | گزارش | نقی‌زاده '۴۵ اسدی '۷۴ | ورزشگاه: آزادی تهران تماشاگران: ۱۵٬۰۰۰ داور: محمدرضا اکبریان |

| ۱۳ شهریور ۱۳۹۳ ۷                | نفت مسجدسلیمان                        | ۰ – ۲ | استقلال تهران                            | مسجدسلیمان                                                   |
| ۱۸:۵۰ ساعت ایران (یوتی‌سی ۴:۳۰+) | تیغ‌نورد '۲۲ · چراغی '۲۴ · زنیدپور '۸۱ | گزارش | فخرالدینی '۲۶ · قاضی ۴۱' · شهباززاده ۹۰' | ورزشگاه: بهنام محمدی تماشاگران: ۶٬۵۰۰ داور: شاهین حاجی‌بابایی |

| ۲۰ شهریور ۱۳۹۳ ۸                | نفت تهران                | ۲ – ۰ | استقلال تهران | تهران                                                   |
| ۱۸:۴۵ ساعت ایران (یوتی‌سی ۴:۳۰+) | امیری ۱' '۷۶ · مطهری ۸۸' | گزارش |               | ورزشگاه: تختی تهران تماشاگران: ۱۲٬۰۰۰ داور: مهدی سیدعلی |

| ۲۸ شهریور ۱۳۹۳ ۹                | استقلال تهران | ۰ – ۱ | فولاد خوزستان | تهران                                                   |
| ۱۸:۳۰ ساعت ایران (یوتی‌سی ۴:۳۰+) | قاضی '۵+۹۰    | گزارش | رفیعی ۸۳'     | ورزشگاه: آزادی تهران تماشاگران: ۱۷٬۰۰۰ داور: احمد صالحی |

| ۴ مهر ۱۳۹۳ ۱۰                   | ذوب‌آهن اصفهان                                                                                   | ۲ – ۱ | استقلال تهران          | اصفهان                                                   |
| ۱۸:۳۰ ساعت ایران (یوتی‌سی ۳:۳۰+) | رجب‌زاده ۹' · رجب‌زاده '۱۰ '۸۱ · فرهادی '۱۴ · سیف‌پناهی '۲۹ · ایمانی '۳۲ · حسن‌زاده ۷۴' · دهنوی '۸۵ | گزارش | صادقی '۸ · بیک‌زاده ۵۰' | ورزشگاه: فولادشهر تماشاگران: ۷٬۵۰۰ داور: یدالله جهانبازی |

| ۱۰ مهر ۱۳۹۳ ۱۱                  | استقلال تهران                                                                  | ۳ – ۱ | ملوان انزلی                                     | تهران                                |
| ۱۸:۳۰ ساعت ایران (یوتی‌سی ۳:۳۰+) | فخرالدینی '۲۰ · بیک‌زاده '۲۸ · ابراهیمی ۳۳' (پنالتی) · قاضی ۴۰' · شهباززاده ۸۳' | گزارش | رافخایی ۵۵' (پنالتی) · اعتمادی '۶۰ · رحمانی '۶۳ | ورزشگاه: آزادی تهران داور: حسین زرگر |

| ۲۹ مهر ۱۳۹۳ ۱۲                  | پدیده مشهد                                                     | ۱ – ۱ | استقلال تهران                           | مشهد                                                       |
| ۱۵:۰۰ ساعت ایران (یوتی‌سی ۳:۳۰+) | یووانویچ '۲۴ · ناصحی '۳۶ · خیری ۵۴' · نظرزاده '۷۶ · پراهیچ '۸۱ | گزارش | شهباززاده ۳' · خرسندنیا '۱۵ · صادقی '۴۷ | ورزشگاه: ثامن مشهد تماشاگران: ۲۵٬۰۰۰ داور: محمدرضا اکبریان |

| ۸ آبان ۱۳۹۳ ۱۳                       | استقلال تهران                 | ۱ – ۱ | صبای قم          | تهران                                                    |
| ۱۶:۳۵ ساعت رسمی ایران (یوتی‌سی ۴:۳۰+) | فخرالدینی '۱۷ · شهباززاده ۷۲' | گزارش | ایوب کلانتری ۷۷' | ورزشگاه: آزادی تهران تماشاگران: ۱۸٬۰۰۰ داور: تورج حق‌وردی |

| ۱۶ آبان ۱۳۹۳ ۱۴                      | تراکتورسازی تبریز                  | ۲ – ۲ | استقلال تهران                       | تبریز                                                           |
| ۱۶:۳۰ ساعت رسمی ایران (یوتی‌سی ۴:۳۰+) | شفیعی '۴۲ · ثاقبی ۷۵' · ادینیو ۸۷' | گزارش | کرار '۵۷ · برهانی ۶۲' · صادقی ۵+۹۰' | ورزشگاه: یادگار امام تبریز تماشاگران: ۵۰٬۰۰۰ داور: علیرضا فغانی |

| ۲ آذر ۱۳۹۳ ۱۵ (دربی ۸۰) | استقلال تهران                                | ۱ – ۲ | پرسپولیس تهران                                                          | تهران                                                        |
| ۱۸:۰۵                   | شهباززاده ۴۵' · تیموریان '۶۳ · فخرالدینی '۷۸ | گزارش | بنگر '۵۴ · نوری ۷۳' '۷۴ · عالیشاه ۸۲' ۷۸ '۸۲ · نیلسون '۹۰ · طارمی '۶+۹۰ | ورزشگاه: آزادی تهران تماشاگران: ۷۷٬۸۵۲ داور: یدالله جهانبازی |

| ۱۴ آذر ۱۳۹۳ ۱۶ | استقلال تهران | ۱ – ۰ | راه‌آهن تهران                  | تهران                                                 |
| ۱۸:۰۰          | شهباززاده ۶۲' | گزارش | غلامی '۳۳ طالب‌لو '۴۵ عبدی '۹۰ | ورزشگاه: آزادی تهران تماشاگران: ۱٬۵۰۰ داور: محسن ترکی |

| ۲۰ آذر ۱۳۹۳ ۱۷ | استقلال خوزستان                                                  | ۴ – ۴ | استقلال تهران                                                                   | اهواز                                 |
| ۱۶:۲۰          | سیدصالحی ۶'، ۴۳' · مومنی ۳۸' (پنالتی) '۴۷ · باصفا '۴۵ · طیبی ۷۵' | گزارش | کریمی ۴' · ابراهیمی ۲۸'، ۵۱' (پنالتی) · برهانی '۳۷ · کرار '۳+۴۵ · شهباززاده ۶۲' | ورزشگاه: غدیر اهواز داور: تورج حق‌وردی |

| ۱۰ بهمن ۱۳۹۳ ۱۸                 | استقلال تهران                                          | ۲ – ۱ | سپاهان اصفهان                       | تهران                                      |
| ۱۶:۵۵ ساعت ایران (یوتی‌سی ۳:۳۰+) | عنایتی ۷' · فخرالدینی '۴۱ · حیدری '۸۷ · ابراهیمی ۳+۹۰' | گزارش | خلعتبری '۱۷ · حاج‌صفی '۲۰ · پاپی ۴۲' | ورزشگاه: آزادی تهران داور: یدالله جهانبازی |

| ۱۵ بهمن ۱۳۹۳ ۱۹ | سایپای البرز | ۰ – ۱ | استقلال تهران                | کرج                                    |
| ۱۴:۰۰ ساعت ایران (یوتی‌سی ۳:۳۰+) | صادقی '۷۳    | گزارش | شهباززاده ۴۵' · کرار '۸۳ '۸۳ | ورزشگاه: انقلاب کرج داور: علی‌رضا فغانی |
| یادداشت: کرار جاسم در دقیقه ۸۴ بازی به دلیل اعتراض کارت زرد اول را گرفت. اعتراضهای این بازیکن ادامه داشت و داور بازی بلافاصله کارت زرد دوم را نیز به این بازیکن داد و او را از زمین بازی اخراج کرد |              |       |                              |                                        |

| ۱۹ بهمن ۱۳۹۳ ۲۰                 | استقلال تهران               | ۱ – ۰ | پیکان تهران                        | تهران                                  |
| ۱۷:۱۰ ساعت ایران (یوتی‌سی ۳:۳۰+) | برهانی '۹ · شهباززاده ۵+۹۰' | گزارش | یزدانی '۱۳ اکبرپور '۱۹ جمشیدیان '؟ | ورزشگاه: آزادی تهران داور: تورج حق‌وردی |

| ۱ اسفند ۱۳۹۳ ۲۱                 | گسترش فولاد تبریز | ۰ – ۰ | استقلال تهران                                         | تبریز                                                 |
| ۱۵:۳۰ ساعت ایران (یوتی‌سی ۳:۳۰+) | میرشفیعیان '۳۷    | گزارش | شهباززاده '۲۸ فخرالدینی '۳۰ بیک‌زاده '۴۸ عمران‌زاده '۶۱ | ورزشگاه: بنیان دیزل تماشاگران: ۳٬۵۰۰ داور: احمد صالحی |

| ۱۵ اسفند ۱۳۹۳ ۲۲                | استقلال تهران                 | ۱ – ۰ | نفت مسجدسلیمان | تهران                                                        |
| ۱۴:۰۰ ساعت ایران (یوتی‌سی ۳:۳۰+) | ابراهیمی '۱۲ · عنایتی '۶۰ ۶۲' | گزارش | حدادی '۲۳      | ورزشگاه: آزادی تهران تماشاگران: ۵٬۰۰۰ داور: شاهین حاج بابایی |

| ۲۱ اسفند ۱۳۹۳ ۲۳                | استقلال تهران | ۰ – ۱ | نفت تهران                | تهران                                                  |
| ۱۴:۰۰ ساعت ایران (یوتی‌سی ۳:۳۰+) | عمران‌زاده '۵۸ | گزارش | کوروشی '۳۰ · پادوانی ۸۱' | ورزشگاه: آزادی تهران تماشاگران: ۱۷٬۰۰۰ داور: حسین زرگر |

| ۱۴ فروردین ۱۳۹۴ ۲۴              | فولاد خوزستان                                           | ۲ – ۱ | استقلال تهران                                          | اهواز                                                 |
| ۱۴:۰۰ ساعت ایران (یوتی‌سی ۴:۳۰+) | چاگو '۳۸ · وکیا '۵۸ · شریفات ۷۰' · چاگو ۸۳' · خالدی '۸۸ | گزارش | عنایتی ۱۳' خرسندنیا '۳۴ · بیک‌زاده '۴۹ · ابراهیمی '۲+۹۰ | ورزشگاه: غدیر اهواز تماشاگران: ۱۴٬۰۰۰ داور: محسن ترکی |

| ۲۱ فروردین ۱۳۹۴ ۲۵              | استقلال تهران                                | ۱ – ۱ | ذوب‌آهن اصفهان                                      | تهران                                                    |
| ۱۴:۰۰ ساعت ایران (یوتی‌سی ۴:۳۰+) | صادقی '۳۴ · بیک‌زاده '۵۰ابراهیمی ۶۳' (پنالتی) | گزارش | سانتوس '۵۹ · رضایی '۶۲اسماعیلی‌فر ۷۵' · حسن‌زاده '۸۳ | ورزشگاه: آزادی تهران تماشاگران: ۱۲٬۰۰۰ داور: تورج حق‌وردی |

| ۲۸ فروردین ۱۳۹۴ ۲۶              | ملوان بندر انزلی                                      | ۱ – ۱ | استقلال تهران                                     | بندر انزلی                                            |
| ۱۴:۰۰ ساعت ایران (یوتی‌سی ۴:۳۰+) | جعفری '۹ · کنعانی‌زادگان ۴۷' · رافخایی '۸۲ · معبودی '؟ | گزارش | فخرالدینی '۶ · عنایتی ۱۶' · حسینی '۳۱ · کریمی '۵۴ | ورزشگاه: تختی انزلی تماشاگران: ۸٬۵۰۰ داور: احمد صالحی |

| ۴ اردیبهشت ۱۳۹۴ ۲۷              | استقلال تهران                     | ۰ – ۰ | پدیده مشهد | تهران                                                     |
| ۱۴:۰۰ ساعت ایران (یوتی‌سی ۴:۳۰+) | صادقی '۴۰ عمران‌زاده '۵۷ عنایتی '؟ | گزارش | صادقی '۳۱  | ورزشگاه: آزادی تهران تماشاگران: ۱۱٬۰۰۰ داور: علیرضا فغانی |

| ۱۱ اردیبهشت ۱۳۹۴ ۲۸             | صبای قم                 | ۱ – ۲ | استقلال تهران            | قم                                                             |
| ۱۴:۰۰ ساعت ایران (یوتی‌سی ۴:۳۰+) | کوشکی '۲۵ · بادامکی ۷۷' | گزارش | کرار ۱۰' · شهباززاده ۵۸' | ورزشگاه: یادگار امام قم تماشاگران: ۶٬۰۰۰ داور: یدالله جهانبازی |

| ۲۱ اردیبهشت ۱۳۹۴ ۲۹             | استقلال تهران                            | ۱ – ۴ | تراکتورسازی تبریز                                                                                      | تهران                                                  |
| ۱۴:۰۰ ساعت ایران (یوتی‌سی ۴:۳۰+) | برزای '۱۲ · ابراهیمی ۳۰' · شهباززاده '۸۵ | گزارش | نریمان جهان ۷'، ۵۶'، ۸۸' · ایران پوریان '۱۷ · شفیعی '۴۴ · ادینیو ۱+۴۵' · نریمان جهان '۵۷ · بایرامی '۷۲ | ورزشگاه: آزادی تهران تماشاگران: ۳۵٬۰۰۰ داور: حسین زرگر |

| ۲۵ اردیبهشت ۱۳۹۴ ۳۰ (دربی ۸۱)   | پرسپولیس تهران                                    | ۱ – ۰ | استقلال تهران                     | تهران                                                    |
| ۱۴:۰۰ ساعت ایران (یوتی‌سی ۴:۳۰+) | علیپور ۶۵' · طارمی '۶۹ · حاتمی '۸۴ · نوراللهی '۸۹ | گزارش | عمران‌زاده '۳۳ صادقی '۶۴ برزای '۷۸ | ورزشگاه: آزادی تهران تماشاگران: ۷۰٬۰۰۰ داور: تورج حق‌وردی |

#### جایگاه در جدول
| رتبه | تیم      | بازی | برد | مساوی | باخت | گل زده | گل خورده | گل تفاضل | امتیاز |                                    |
| ---- | -------- | ---- | --- | ----- | ---- | ------ | -------- | -------- | ------ | ---------------------------------- |
| ۴    | ذوب‌آهن   | ۳۰   | ۱۴  | ۱۰    | ۶    | ۴۶     | ۲۶       | ۲۰+      | ۵۲     | مرحله گروهی لیگ قهرمانان آسیا ۲۰۱۶ |
| ۵    | فولاد    | ۳۰   | ۱۵  | ۷     | ۸    | ۳۳     | ۲۴       | ۹+       | ۵۲     |                                    |
| ۶    | استقلال  | ۳۰   | ۱۳  | ۸     | ۹    | ۴۰     | ۳۴       | ۶+       | ۴۷     |                                    |
| ۷    | سایپا    | ۳۰   | ۱۱  | ۸     | ۱۱   | ۳۶     | ۳۴       | ۲+       | ۴۱     |                                    |
| ۸    | پرسپولیس | ۳۰   | ۹   | ۹     | ۱۲   | ۳۱     | ۳۵       | ۴−       | ۳۶     |                                    |

- ۱. تیم ذوب‌آهن با قهرمانی در جام حذفی فوتبال ایران ۹۴–۱۳۹۳ به لیگ قهرمانان آسیا ۲۰۱۶ راه پیدا کرد.

#### دست‌آوردها در خانه و بیرون
| مجموع | مجموع  | مجموع | مجموع | مجموع | مجموع | مجموع | مجموع | خانه | خانه | خانه | خانه | خانه | خانه | مهمان | مهمان | مهمان | مهمان | مهمان | مهمان |
| بازی  | امتیاز | پ     | ت     | ش     | گ‌ز    | گ‌خ    | ت‌گ    | پ    | ت    | ش    | گ‌ز   | گ‌خ   | ت‌گ   | پ     | ت     | ش     | گ‌ز    | گ‌خ    | ت‌گ    |
| ----- | ------ | ----- | ----- | ----- | ----- | ----- | ----- | ---- | ---- | ---- | ---- | ---- | ---- | ----- | ----- | ----- | ----- | ----- | ----- |
| ۳۰    | ۴۷     | ۱۳    | ۸     | ۹     | ۴۰    | ۳۴    | ۶+    | ۸    | ۳    | ۴    | ۱۹   | ۱۴   | ۵+   | ۵     | ۵     | ۵     | ۲۱    | ۲۰    | ۱+    |

آخرین بروزرسانی: پایان فصل

منبع: IPLstats Home
IPLstats Away

پ = پیروزی؛ ت = تساوی؛ ش = شکست؛ گ‌ز = گل زده؛ گ‌خ = گل خورده؛ ت‌گ = تفاضل گل

|                    | بازی | برد | مساوی | شکست | زده | خورده | تفاضل | امتیاز |
| ------------------ | ---- | --- | ----- | ---- | --- | ----- | ----- | ------ |
| در ورزشگاه آزادی   | ۱۶   | ۸   | ۳     | ۵    | ۱۹  | ۱۵    | ۴+    | ۲۷     |
| در ورزشگاه‌های دیگر | ۱۴   | ۵   | ۵     | ۴    | ۲۱  | ۱۹    | ۲+    | ۲۰     |

#### روند هفته‌به‌هفته
| هفته    | ۱ | ۲ | ۳ | ۴ | ۵ | ۶ | ۷ | ۸ | ۹ | ۱۰ | ۱۱ | ۱۲ | ۱۳ | ۱۴ | ۱۵ | ۱۶ | ۱۷ | ۱۸ | ۱۹ | ۲۰ | ۲۱ | ۲۲ | ۲۳ | ۲۴ | ۲۵ | ۲۶ | ۲۷ | ۲۸ | ۲۹ | ۳۰ |
| ------- | - | - | - | - | - | - | - | - | - | -- | -- | -- | -- | -- | -- | -- | -- | -- | -- | -- | -- | -- | -- | -- | -- | -- | -- | -- | -- | -- |
| زمین    | ب | خ | ب | خ | ب | خ | ب | ب | خ | ب  | خ  | ب  | خ  | ب  | خ  | خ  | ب  | خ  | ب  | خ  | ب  | خ  | ب  | خ  | ب  | خ  | ب  | خ  | ب  | خ  |
| دست‌آورد | پ | پ | ش | پ | پ | پ | پ | ش | ش | ش  | پ  | م  | م  | م  | ش  | پ  | م  | پ  | پ  | پ  | م  | پ  | ش  | ش  | م  | م  | م  | پ  | ش  | ش  |
| جایگاه  | ۲ | ۲ | ۴ | ۳ | ۱ | ۱ | ۱ | ۲ | ۲ | ۲  | ۲  | ۲  | ۳  | ۴  | ۶  | ۵  | ۵  | ۵  | ۲  | ۱  | ۲  | ۲  | ۳  | ۳  | ۵  | ۶  | ۶  | ۶  | ۶  | ۶  |

منبع: بازی‌ها

زمین: خ = خانه؛ ب = بیرون از خانه. دست‌آورد: پ = پیروزی؛ م = مساوی؛ ش = شکست؛ ع = معوق.

### جام حذفی
| ۲۶ مهر ۱۳۹۳ یک‌شانزدهم نهایی     | فولاد نوین اهواز                                   | ۰ – ۱      | استقلال تهران                      | اهواز                                                     |
| ۱۹:۰۰ ساعت ایران (یوتی‌سی ۳:۳۰+) | بابایی '۵۱ عاشوری حاتمی '۷۴ شاه‌مکوندزاده '۹۶ مرادی | ایسنا فارس | کریمی '۶۰ · قاضی '۹۶ · رمضانی ۱۰۹' | ورزشگاه: غدیر اهواز تماشاگران: ۳٬۰۰۰ داور: موعود بنیادی‌فر |

| ۵ آبان ۱۳۹۳ یک‌هشتم نهایی        | استقلال تهران                                                                               | ۴ – ۲    | پارسه تهران                | تهران                                                  |
| ۱۶:۴۰ ساعت ایران (یوتی‌سی ۳:۳۰+) | کرار ۴۶'، ۹۰+۳' · شهباززاده ۵۱' · شهباززاده '۴۵ '۷۰ · تیموریان '۶۷ · حیدری '۶۸ · قاضی ۱+۹۰' | Varzesh3 | پورصف‌شکن ۹' · عاشوری ۹۰+۱' | ورزشگاه: آزادی تهران تماشاگران: ۲۴٬۰۰۰ داور: محسن ترکی |

| ۶ آذر ۱۳۹۳ یک‌چهارم نهایی | ذوب‌آهن اصفهان                             | ۲ – ۲ (و.ا.) (۳ – ۰ پنالتی) | استقلال تهران                                                                                        | اصفهان                                                  |
| ۱۷:۲۰                    | دهنوی ۲۴' · دهنوی '۲+۴۵ · حسن‌زاده '۶۸ ۷۵' | گزارش                       | برهانی ۷' · کرار ۲۳' · خرسندنیا '۸۳ · تیموریان '۹۵ · صادقی پس از پایان بازی · حیدری پس از پایان بازی | ورزشگاه: فولادشهر تماشاگران: ۱۵٬۰۰۰ داور: البرز حاجی‌پور |
|                          | ضربات پنالتی                              |                             | |                                                         |
| رجب‌زاده · کارلوس · دهنوی |                                           | بیک‌زاده · ابراهیمی · برهانی | |                                                         |

## آمار

### عملکرد کلی تیم در فصل
| رقابت            | اولین بازی   | آخرین بازی       | شروع دور        | جایگاه نهایی   | آمار | آمار | آمار | آمار | آمار | آمار | آمار | آمار  |
| رقابت            | اولین بازی   | آخرین بازی       | شروع دور        | جایگاه نهایی   | بازی | ب    | ت    | ش    | گ‌ز   | گ‌خ   | ت‌گ   | % برد |
| ---------------- | ------------ | ---------------- | --------------- | -------------- | ---- | ---- | ---- | ---- | ---- | ---- | ---- | ----- |
| لیگ برتر ۹۴–۱۳۹۳ | ۹ مرداد ۱۳۹۳ | ۲۵ اردیبهشت ۱۳۹۴ | هفته ۱          | ششم            | ۳۰   | ۱۳   | ۸    | ۹    | ۴۰   | ۳۴   | ۶+   | ۰۴۳   |
| جام حذفی ۹۴–۱۳۹۳ | ۲۶ مهر ۱۳۹۳  | ۶ آذر ۱۳۹۳       | یک شانزدهم‌نهایی | یک چهارم نهایی | ۳    | ۲    | ۱    | ۰    | ۷    | ۴    | ۳+   | ۰۶۷   |
| مجموع            | مجموع        | مجموع            | مجموع           | مجموع          | ۳۳   | ۱۵   | ۹    | ۹    | ۴۷   | ۳۸   | ۹+   | ۰۴۵   |

منبع: رقابت‌ها

### نمایش بازیکنان
| ۱  | دروازه‌بان | محسن فروزان       | ۲۸ | ۲۵۲۰ | ۰ | ۳ | ۳۳۰ | ۰ | ۳۱ (۳۱) | ۲۸۵۰ | ۰ | ۰ | ۰ |
| ۲  | مدافع     | خسرو حیدری        | ۲۴ | ۱۸۷۳ | ۲ | ۳ | ۲۸۵ | ۲ | ۲۷ (۲۳) | ۲۱۵۸ | ۴ | ۰ | ۰ |
| ۳  | مدافع     | محمدرضا خرسندنیا  | ۲۴ | ۱۲۱۴ | ۳ | ۳ | ۲۹۵ | ۱ | ۲۷ (۱۵) | ۱۵۰۹ | ۴ | ۰ | ۰ |
| ۴  | مدافع     | امیرحسین صادقی    | ۲۲ | ۱۹۸۰ | ۵ | ۳ | ۳۳۰ | ۱ | ۲۵ (۲۵) | ۲۳۱۰ | ۶ | ۰ | ۰ |
| ۵  | مدافع     | حنیف عمران‌زاده    | ۱۴ | ۱۱۲۶ | ۴ | ۱ | ۱۲۰ | ۰ | ۱۵ (۱۴) | ۱۲۴۶ | ۴ | ۰ | ۰ |
| ۶  | هافبک     | امید ابراهیمی     | ۲۸ | ۲۵۲۰ | ۴ | ۳ | ۳۳۰ | ۰ | ۳۱ (۳۱) | ۲۸۵۰ | ۴ | ۰ | ۰ |
| ۸  | هافبک     | پژمان نوری        | ۱۲ | ۶۴۲  | ۰ | ۳ | ۹۸  | ۰ | ۱۵ (۸)  | ۷۴۰  | ۰ | ۰ | ۰ |
| ۹  | مهاجم     | آرش برهانی        | ۲۴ | ۱۳۸۱ | ۳ | ۱ | ۱۲۰ | ۰ | ۲۵ (۱۸) | ۱۵۰۱ | ۳ | ۰ | ۰ |
| ۱۰ | مهاجم     | سجاد شهباززاده    | ۳۰ | ۲۶۶۵ | ۲ | ۲ | ۱۸۹ | ۰ | ۳۲ (۳۲) | ۲۸۵۴ | ۲ | ۱ | ۰ |
| ۱۱ | مهاجم     | محمد قاضی         | ۱۵ | ۱۲۶۹ | ۱ | ۲ | ۲۱۰ | ۱ | ۱۷ (۱۶) | ۱۴۷۹ | ۲ | ۰ | ۰ |
| ۱۳ | هافبک     | کرار جاسم         | ۲۳ | ۱۸۹۲ | ۴ | ۲ | ۱۴۷ | ۰ | ۲۵ (۲۲) | ۲۰۳۹ | ۴ | ۱ | ۰ |
| ۱۴ | هافبک     | آندرانیک تیموریان | ۱۴ | ۹۴۰  | ۳ | ۳ | ۱۷۰ | ۲ | ۱۷ (۱۱) | ۱۱۱۰ | ۵ | ۰ | ۰ |
| ۱۵ | مدافع     | هرایر مکویان      | ۲۳ | ۱۶۵۷ | ۰ | ۱ | ۱۲۰ | ۰ | ۲۴ (۱۹) | ۱۷۷۷ | ۰ | ۰ | ۰ |
| ۱۶ | مهاجم     | هاشم بیک‌زاده      | ۲۳ | ۱۸۰۱ | ۵ | ۱ | ۱۲۰ | ۰ | ۲۴ (۲۱) | ۱۹۲۱ | ۵ | ۰ | ۰ |
| ۱۷ | هافبک     | یعقوب کریمی       | ۲۰ | ۱۳۲۷ | ۱ | ۳ | ۲۷۲ | ۱ | ۲۳ (۱۸) | ۱۵۹۹ | ۲ | ۰ | ۰ |
| ۱۹ | هافبک     | علیرضا رمضانی     | ۱۰ | ۲۸۶  | ۱ | ۱ | ۵۲  | ۰ | ۱۱ (۱)  | ۳۳۸  | ۱ | ۰ | ۰ |
| ۲۰ | مدافع     | مجید حسینی        | ۴  | ۸۷   | ۱ | ۰ | ۰   | ۰ | ۴ (۲)   | ۸۷   | ۱ | ۰ | ۰ |
| ۲۲ | دروازه‌بان | وحید طالب‌لو       | ۲  | ۱۸۰  | ۰ | ۰ | ۰   | ۰ | ۲ (۲)   | ۱۸۰  | ۰ | ۰ | ۰ |
| ۲۳ | هافبک     | مهدی کریمیان      | ۹  | ۳۷۷  | ۰ | ۲ | ۱۵۳ | ۰ | ۱۱ (۷)  | ۵۳۰  | ۰ | ۰ | ۰ |
| ۲۸ | هافبک     | محسن کریمی        | ۶  | ۱۸۱  | ۰ | ۰ | ۰   | ۰ | ۶ (۲)   | ۱۸۱  | ۰ | ۰ | ۰ |
| ۲۹ | مهاجم     | میلاد سلیمان فلاح | ۴  | ۱۰۴  | ۰ | ۰ | ۰   | ۰ | ۴ (۱)   | ۱۰۴  | ۰ | ۰ | ۰ |
| ۳۲ | هافبک     | امیرحسین طاحونی   | ۳  | ۷    | ۰ | ۰ | ۰   | ۰ | ۳ (۰)   | ۷    | ۰ | ۰ | ۰ |
| ۳۴ | مدافع     | میلاد فخرالدینی   | ۲۵ | ۲۰۴۰ | ۹ | ۳ | ۲۶۸ | ۰ | ۲۸ (۲۶) | ۲۳۰۸ | ۹ | ۰ | ۰ |
| ۴۴ | مهاجم     | بهنام برزای       | ۳  | ۷۹   | ۲ | ۰ | ۰   | ۰ | ۳ (۱)   | ۷۹   | ۲ | ۰ | ۰ |
| ۸۰ | مهاجم     | غلامرضا عنایتی    | ۱۳ | ۱۱۲۵ | ۱ | ۰ | ۰   | ۰ | ۱۳ (۱۳) | ۱۱۲۵ | ۱ | ۰ | ۰ |
| ۹۹ | هافبک     | میلاد نوری        | ۸  | ۴۳۱  | ۰ | ۰ | ۰   | ۰ | ۸ (۴)   | ۴۳۱  | ۰ | ۰ | ۰ |

اعداد آبی رنگ : تعداد حضور در ترکیب اصلی استقلالمنبع: گزارش بازی‌ها

### گلزن‌ها
دربردارندهٔ گل‌هایی که در بازی‌های رسمی فصل به ثمر رسیده‌است.
این جدول تا اخر فصل به روز رسانی شده است

| رده | کشور  | نام             | لیگ    | حذفی | کل |
| --- | ----- | --------------- | ------ | ---- | -- |
| ۱   | مهاجم | سجاد شهباززاده  | ۱۲ (۴) | ۱    | ۱۳ |
| ۲   | هافبک | امید ابراهیمی   | ۹      | ۰    | ۹  |
| ۳   | هافبک | کرار جاسم       | ۳      | ۳    | ۶  |
| ۴   | مهاجم | محمد قاضی       | ۴      | ۱    | ۵  |
| ۵   | مهاجم | غلام‌رضا عنایتی  | ۴      | ۰    | ۴  |
| ۶   | مهاجم | آرش برهانی      | ۲      | ۱    | ۳  |
| ۷   | مدافع | خسرو حیدری      | ۱      | ۰    | ۱  |
| ۷   | هافبک | امیرحسین صادقی  | ۱      | ۰    | ۱  |
| ۷   | هافبک | هاشم بیک‌زاده    | ۱      | ۰    | ۱  |
| ۷   | هافبک | یعقوب کریمی     | ۱      | ۰    | ۱  |
| ۷   | هافبک | علیرضا رمضانی   | ۰      | ۱    | ۱  |
| ۷   | هافبک | مهدی کریمیان    | ۱      | ۰    | ۱  |
| ۷   | مدافع | میلاد فخرالدینی | ۱      | ۰    | ۱  |
| کل  | کل    | کل              | ۴۰     | ۷    | ۴۷ |

اعداد آبی رنگ : تعداد گلهای زده شده از نقطه پنالتی
منبع: گزارش بازی‌ها

### پاس گل
دربردارندهٔ آمار بازی‌های رسمی که باشگاه در طول فصل در آن‌ها شرکت کرده‌است.
این جدول تا اخر فصل به روز رسانی شده است

| رده   | پُست       | نام               | لیگ برتر | جام حذفی | کل | گرفتن پنالتی |
| ----- | --------- | ----------------- | -------- | -------- | -- | ------------ |
| ۱     | هافبک     | کرار جاسم         | ۹        | ۲        | ۱۱ | ۲            |
| ۲     | هافبک     | یعقوب کریمی       | ۴        | ۱        | ۵  | ۰            |
| ۳     | مدافع     | خسرو حیدری        | ۴        | ۰        | ۴  | ۰            |
| ۳     | هافبک     | آرش برهانی        | ۳        | ۱        | ۴  | ۱            |
| ۴     | هافبک     | سجاد شهباززاده    | ۳        | ۰        | ۳  | ۰            |
| ۵     | هافبک     | میلاد فخرالدینی   | ۱        | ۰        | ۱  | ۱            |
| ۵     | مدافع     | حنیف عمران‌زاده    | ۱        | ۰        | ۱  | ۰            |
| ۵     | هافبک     | علیرضا رمضانی     | ۱        | ۰        | ۱  | ۰            |
| ۵     | مدافع     | هاشم بیک‌زاده      | ۰        | ۱        | ۱  | ۰            |
| ۵     | هافبک     | آندرانیک تیموریان | ۰        | ۱        | ۱  | ۰            |
|       | هافبک     | امید ابراهیمی     | ۰        | ۰        | ۰  | ۱            |
| مهاجم | محمد قاضی | ۰                 | ۰        | ۰        | ۱  |              |
| جمع   | جمع       | جمع               | ۲۶       | ۶        | ۳۲ | ۶            |

منبع: گزارش بازی‌ها

### کاپیتان‌های فصل
| رده | نام            | لیگ برتر | جام حذفی | جمع |
| --- | -------------- | -------- | -------- | --- |
| ۱   | غلامرضا عنایتی | ۱۳       | ۰        | ۱۳  |
| ۲   | امیرحسین صادقی | ۱۰       | ۳        | ۱۳  |
| ۳   | آرش برهانی     | ۵ (۱)    | ۰        | ۵   |
| ۴   | خسرو حیدری     | ۲ (۴)    | ۰        | ۲   |
| ۵   | وحید طالب‌لو    | ۰ (۱)    | ۰        | ۰   |
| ۶   | هاشم بیک‌زاده   | ۰ (۱)    | ۰        | ۰   |

* عددهای آبی رنگ : نشان دهنده دفعاتی است که آن بازیکن پس از تعویض کاپیتان اول، کاپیتان شده‌است و این کاپیتانی‌ها در ستون جمع محاسبه نشده‌است.

### گلهای لیگ برتر بر حسب شش بازه زمانی
| بازه زمانی     | گل زده | بازه زمانی     | گل خورده |
| -------------- | ------ | -------------- | -------- |
| ۱۵ دقیقه اول   | ۵      | ۱۵ دقیقه اول   | ۶        |
| ۱۵ دقیقه دوم   | ۵      | ۱۵ دقیقه دوم   | ۱        |
| ۱۵ دقیقه سوم   | ۷      | ۱۵ دقیقه سوم   | ۴        |
| اضافی نیمه اول | ۱      | اضافی نیمه اول | ۱        |
| جمع نیمه اول   | ۱۸     | جمع نیمه اول   | ۱۲       |
| ۱۵ دقیقه چهارم | ۵      | ۱۵ دقیقه چهارم | ۶        |
| ۱۵ دقیقه پنجم  | ۹      | ۱۵ دقیقه پنجم  | ۷        |
| ۱۵ دقیقه ششم   | ۳      | ۱۵ دقیقه ششم   | ۹        |
| اضافی نیمه دوم | ۵      | اضافی نیمه دوم | ۰        |
| جمع نیمه دوم   | ۲۲     | جمع نیمه دوم   | ۲۲       |

### عملکرد دروازه‌بانها
|       |             | لیگ برتر | لیگ برتر | لیگ برتر | جام حذفی | جام حذفی | جام حذفی | مجموع | مجموع   | مجموع |
| رتبه  | نام         | بازی     | گل‌خورده  | ک‌ش       | بازی     | گل‌خورده  | ک‌ش       | بازی  | گل‌خورده | ک‌ش    |
| ----- | ----------- | -------- | -------- | -------- | -------- | -------- | -------- | ----- | ------- | ----- |
| ۱     | محسن فروزان | ۲۸       | ۳۳       | ۹        | ۳        | ۴        | ۱        | ۳۱    | ۳۷      | ۱۰    |
| ۲     | وحید طالب‌لو | ۲        | ۱        | ۱        | ۰        | ۰        | ۰        | ۲     | ۱       | ۱     |
| مجموع | مجموع       | ۳۰       | ۳۳       | ۱۰       | ۳        | ۴        | ۱        | ۳۴    | ۳۸      | ۱۱    |

### نمودارها

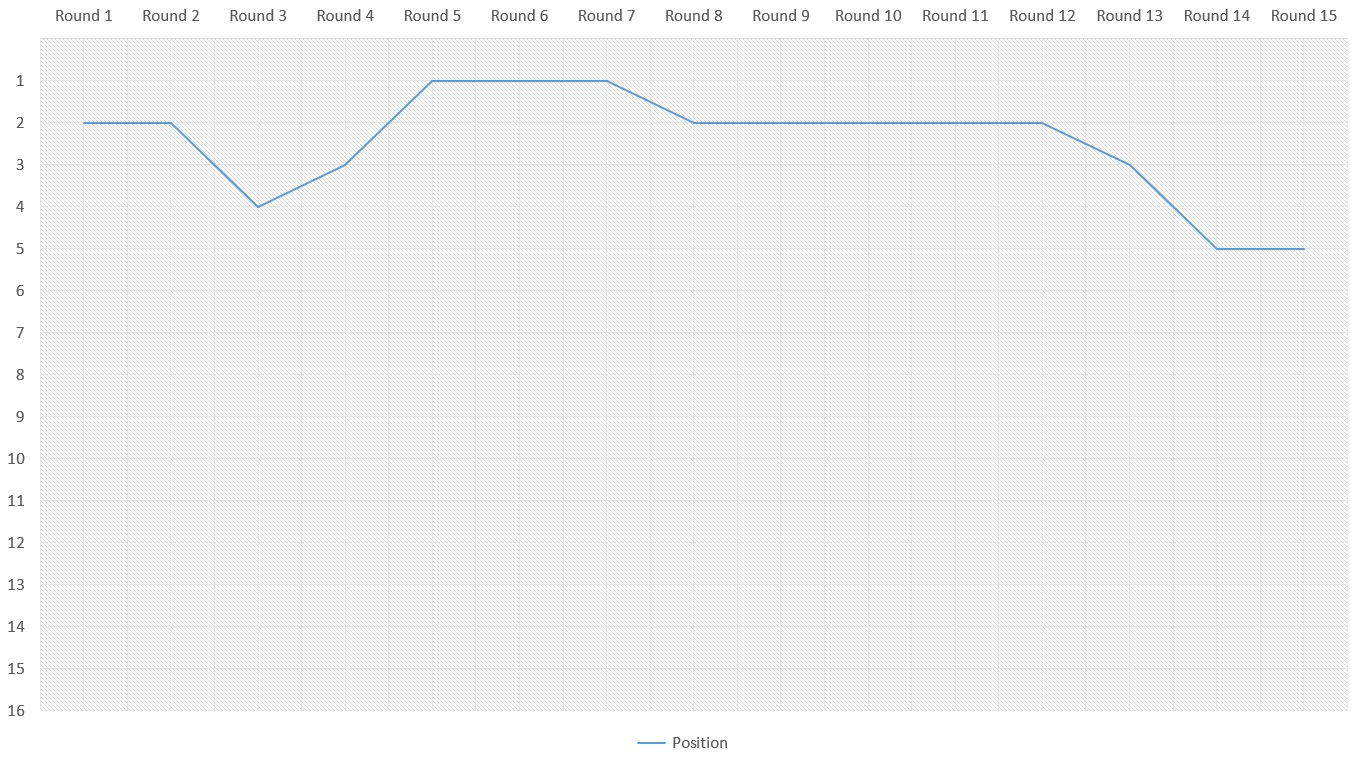
نمودار تغییرات جایگاه استقلال در جدول در نیم‌فصل اول
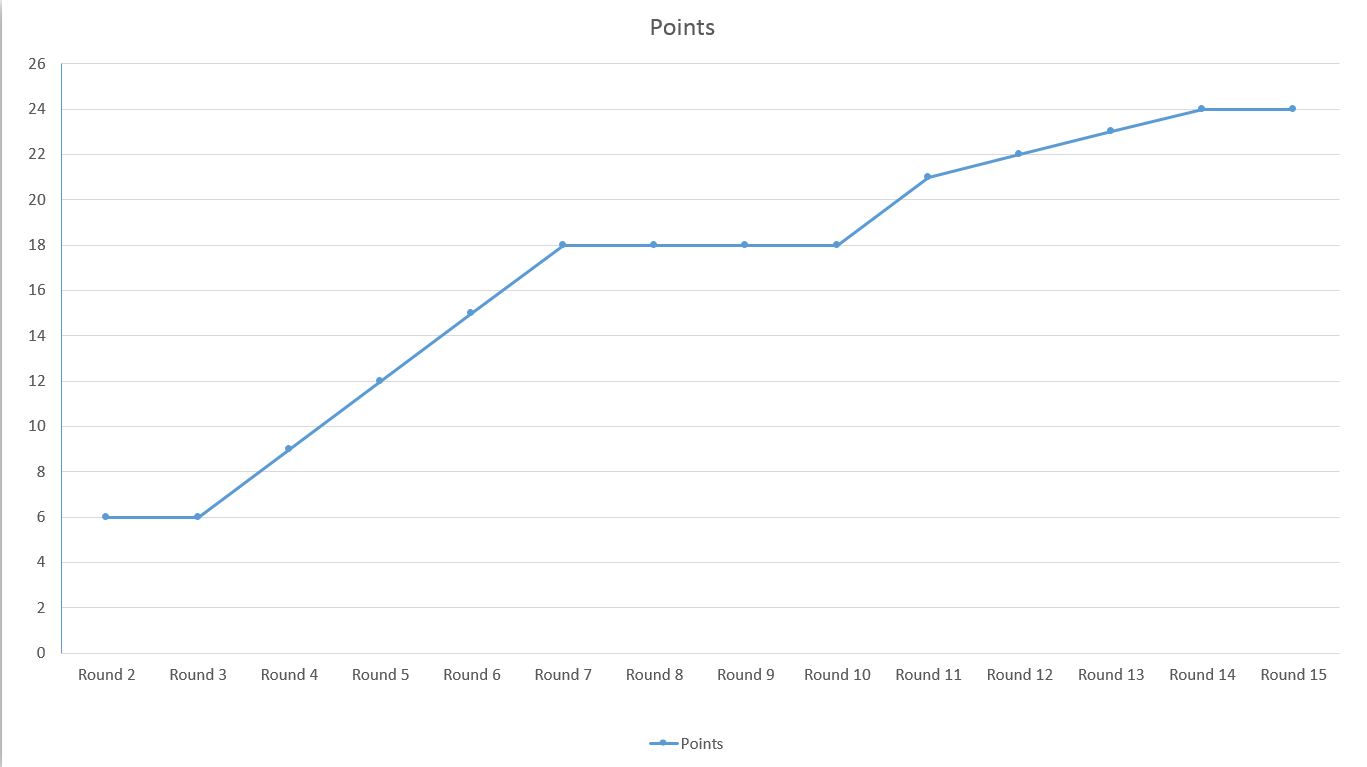
نمودار روند امتیازگیری استقلال در نیم‌فصل اول